# Acontiaster bandanus
Acontiaster bandanus är en sjöstjärneart som beskrevs av Doderlein 1921. Acontiaster bandanus ingår i släktet Acontiaster och familjen nålsjöstjärnor. Inga underarter finns listade i Catalogue of Life.